# Jutta Staudenmayer
Jutta Staudenmayer (* 27. Oktober 1957 in Geislingen an der Steige) ist eine deutsche Textdichterin.

## Werdegang
Jutta Staudenmayer kam in Geislingen an der Steige zu Welt. In ihrer Jugend war sie Zirkusartistin, Sängerin und Musikerin.
1971 wurde sie von Henry Mayer (The Sommerwind) entdeckt. Es wurden 2 Singles produziert: „Warum soll ein Mädchen nicht romantisch“ sein und „Il Mare“. Später lebte und arbeitete sie in einem der Ersten Digitalstudios Deutschlands in Hartmann Digital in Untertrubach. Als Backgroundsängerin hat sie an unzähligen Produktionen in München, Nürnberg, London und Tutzing mitgewirkt.
Die Texte u. a. für die Musikgruppe Klostertaler, die 1996 eine Goldene Stimmgabel gewann, stammten häufig aus der Feder von Staudenmayer. Nachdem sie 2011 selber den Deutschen Musikautorenpreis in der Kategorie Text Schlager (volkstümliche Musik) gewonnen hatte, war sie mehrmals Teil der Jury der Auszeichnung. Beim Eurovision Song Contest 2017 wurde San Marino von Valentina Monetta und Jimmie Wilson mit dem von Staudenmayer und Steven Barnacle getexteten Lied Spirit of the Night vertreten und erreichte mit einem Punkt im Halbfinale die wenigsten Punkte unter allen Teilnehmern.
Im Laufe ihrer Karriere widmete sie sich unter anderem dem Swing. Von Staudenmayer verfasst wurde etwa Rock mi von den AlpenRebellen und voXXclub, Vorhang auf von Volker Bengl, Courage von Joey Heindle, Wacht auf zur 3D-Animationsserie Wickie und die starken Männer und Unbesiegbar von Megaherz. Neben ihrem bürgerlichen Namen war sie auch unter den Namen Anni Roiderer und Jutta Teschner tätig.
Sie ist Mitglied im Deutschen Komponistenverband, bei verso, beim Deutschen Textdichterverband, der GVL und im Deutschen Komponistenverband.

## Auszeichnungen
- 2008: Grand Prix der Volksmusik für Heimat ist dort wo die Berge sind von Klostertaler[10]
- 2009: Grand Prix der Volksmusik für Du darfst beim Autofahr’n nit auf die Mädls schau’n von Die Grubertaler[10]
- 2011: Deutscher Musikautorenpreis in der Kategorie Text Schlager (volkstümliche Musik)[4]